# Primera División (Argentina)
Primera División je nejvyšší profesionální argentinská fotbalová soutěž. Účastní se jí 20 klubů, které bojují o titul ve dvou částech zvaných Apertura a Clausura (každá má svůj titul). Z Primera División se sestupuje do druhé argentinské ligy Primera B Nacional. Sezóna probíhá od srpna do května následujícího roku.
Primera División byla založena roku 1891 a stala se profesionální soutěží v roce 1931, kdy 18 amatérských klubů zformovalo profesionální ligu. Od té doby prošla několika změnami. V současném formátu se hraje od sezóny 1991/1992.
Od počátku profesionální éry se stalo argentinským šampionem celkem 16 klubů, jen 4 z nich byly mistry desetkrát nebo více. Nejúspěšnějším klubem je River Plate, který vyhrál celkem 36 titulů (k roku 2014).

## Formát
Od roku 1991 se liga hraje novým formátem (respektive od r. 1992, v roce 1991 byl vyhlášen jen jeden vítěz).
20 argentinských klubů hraje Primera División ve dvou částech: Apertura probíhá od srpna do prosince a Clausura v následujícím roku od února do června. Obě části mají identický herní systém (19 kol, v nichž se všichni soupeři střetnou jedenkrát každý s každým, 10 utkání v každém kole) a v každé z nich je korunován národní šampion. Pojmenování obou částí lze volně přeložit jako „otevírací část“ a „uzavírací část“.
Tento aktuální formát soutěže se hraje od roku 1990.

## Sestup
Sestup je postaven na průměrném umístění klubů během tří sezón. Na konci každé sezóny (nikoli pouze části) 2 kluby s nejhorším průměrem umístění za 3 roky sestupují do nižší soutěže Primera B Nacional, odkud naopak postupují celky z 1. a 2. místa. Kluby na 17. a 18. místě v tabulce s tříletým průměrným umístěním se utkávají v baráži se třetím a čtvrtým celkem z druhé ligy. Důsledkem tohoto systému postupují do první ligy vždy 2 až 4 celky. Nově postupujícím týmům se průměrují pouze umístění v sezónách Primery División od jejich postupu.
Tento systém postupu / sestupu byl ustanoven v roce 1983.

## Historie

### Amatérská éra (1891 – 1931)

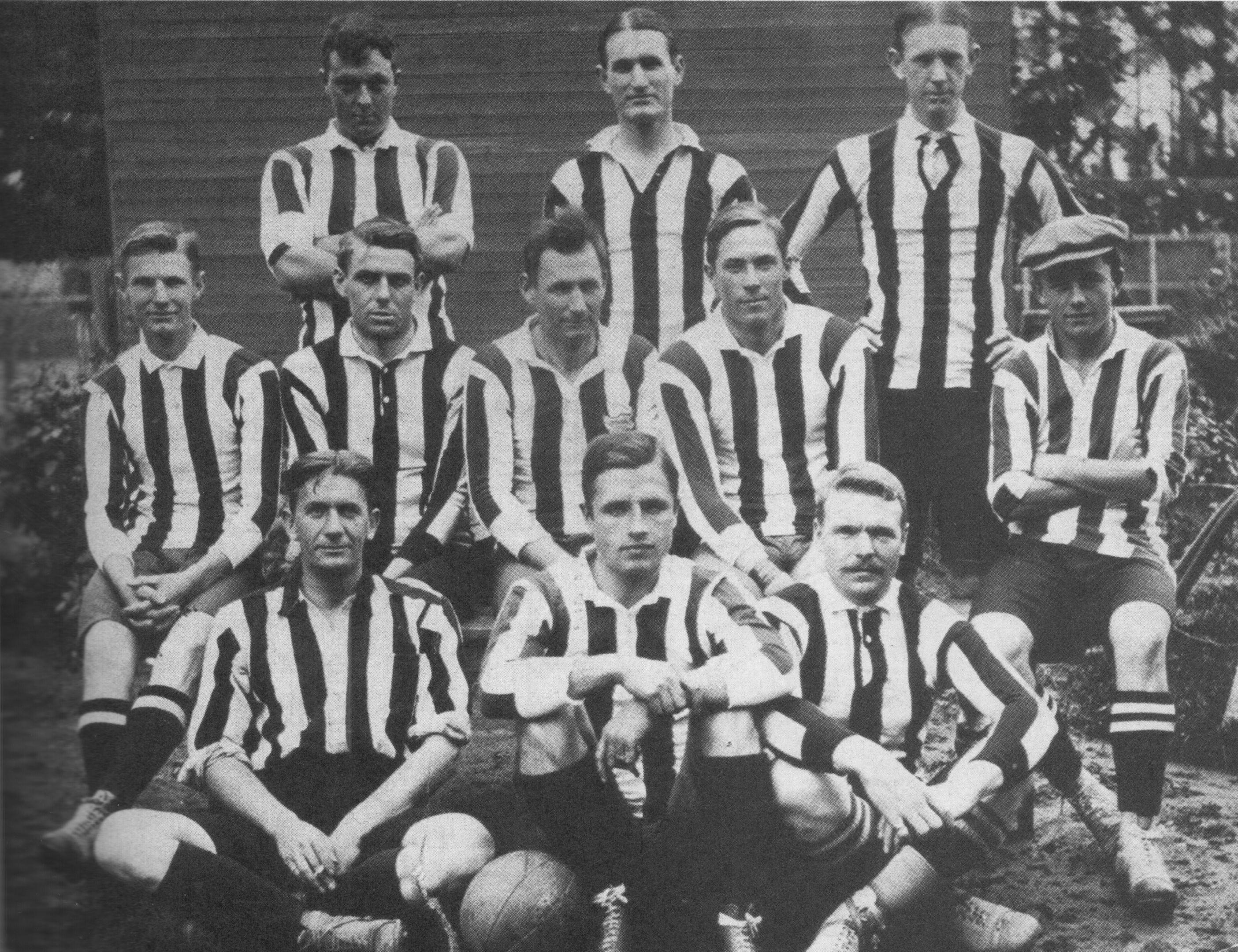
Amatérské fotbalové mužstvo Alumni Athletic Club v roce 1910.

Argentina se stala v roce 1891 první zemí mimo Velkou Británii, kde se zformovala fotbalová liga. Během této éry byl nejúspěšnějším klubem Alumni Athletic Club s deseti tituly (jeden vyhrál pod názvem English High School).

### Profesionální éra: Systém každý s každým (1931 – 1966)
Profesionalizace klubů proběhla v roce 1931. V raných letech byly v národní asociaci sdruženy pouze kluby z Buenos Aires, z aglomerace Gran Buenos Aires a z La Plata. Týmy z Rosaria a argentinského Santa Fe se připojily později.
Každý rok probíhala jednoduchá dvoukolová soutěž každý s každým, přičemž klub s nejvíce body získal titul. Výjimkou byl rok 1936, kdy se ve finálovém utkání střetly vítěz Copa de Honor s vítězem Campeonato.
Během tohoto období dominovaly tradiční týmy: River Plate, Boca Juniors, Independiente, Racing Club a San Lorenzo. Žádný jiný tým mimo tyto zmíněné kluby během této éry titul nezískal. Nejblíže mu byl klub CA Banfield v roce 1951, když získal stejný počet bodů jako Racing Club. V následujícím dvojzápasovém play-off o první místo však Banfield Racingu podlehl.

### Profesionální éra: Metropolitano a Nacional (1967 – 1985)
V roce 1967 byl systém nahrazen dvěma šampionáty: Metropolitano a Nacional. Metropolitana se mohly zúčastnit pouze kluby z předešlé éry, kdežto Nacional byl otevřen i týmům z regionálních soutěží. Tato změna umožnila menším celkům jako Estudiantes, Vélez Sársfield, Chacarita Juniors a dalším prolomit hegemonii pětice silných klubů, jež doposud vládly lize.

### Profesionální éra: Evropský systém (1985 – 1991)
V roce 1985 se opět změnila struktura ligy, byl přijat evropský model. Místo dvou šampionátů v jednom roce se ustanovila soutěž, kde hrál dvakrát každý s každým a celek, jenž získal nejvíc bodů se stal vítězem.
V sezóně 1988/1989 se začaly udělovat za vítězství 3 body. V případě remízy se kopaly pokutové kopy, jejichž vítěz obdržel 2 body a poražený jeden bod. Tento systém se však neuchytil, byl opuštěn hned v následující sezóně.

### Profesionální éra: Apertura a Clausura (1991 – 2012)
O pět let později byla soutěž rozdělena do dvou turnajů – Apertury a Clausury (viz kapitola Formát).
V roce 1991 hráli vítězové Apertury a Clausury vzájemný dvouzápas. V něm prohrál vítěz Clausury a jeden z největších klubů Boca Juniors s vítězem Apertury Newell's Old Boys, i když během Clausury Boca Juniors ani jednou neprohrál. V následujícím roce se zápas mezi vítězi obou částí také uskutečnil, ale oba soupeři byli uznáni jako mistři. Od roku 1993 se zápas mezi vítězem Apertury a vítězem Clausury nehraje, oba získávají automaticky titul v části, kterou opanovali.
V sezóně 1995/1996 se změnila pravidla, za vítězství se začaly udělovat 3 body, za remízu jeden bod a za prohru žádný.

### Profesionální éra: Torneo Inicial a Torneo Final (2012 – )
Pro ročník 2012/13 se Apertura přejmenovala na Torneo Inicial a Clausura na Torneo Final. Systém zůstal téměř stejný s tím rozdílem, že v sezóně je korunován pouze jeden vítěz, který vzejde ze zápasu mezi vítězem Torneo Inicial a Torneo Final.

## Mistrovské tituly

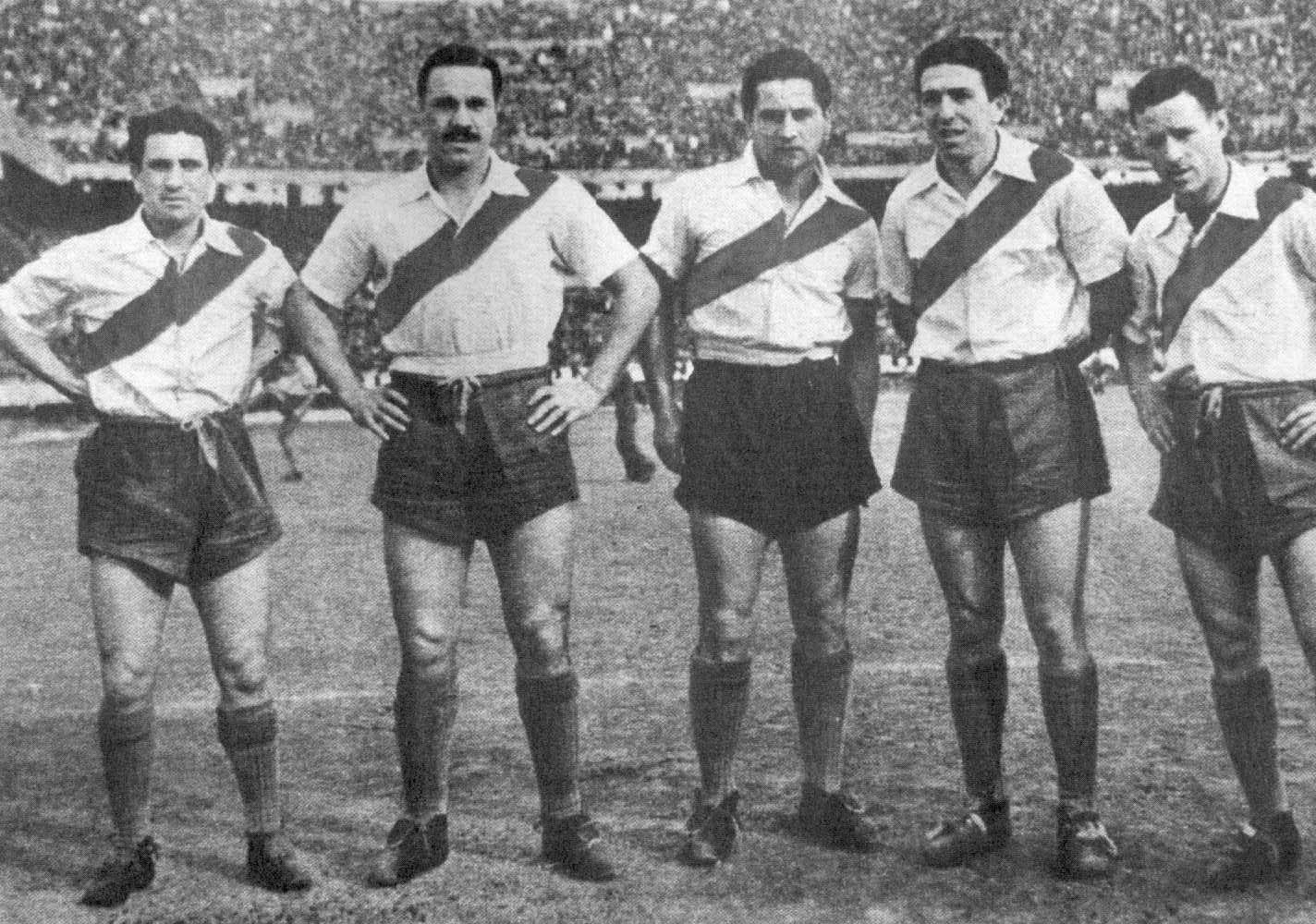
Fotbalisté týmu River Plate zachycení na snímku z roku 1941 (zleva Juan C. Muñoz, José M. Moreno, Adolfo Pedernera, Angel Labruna a Félix Lousteau).

### 1931 – 1966
- 1931 Boca Juniors
- 1932 River Plate
- 1933 San Lorenzo
- 1934 Boca Juniors
- 1935 Boca Juniors
- 1936 River Plate
- 1937 River Plate
- 1938 Independiente
- 1939 Independiente
- 1940 Boca Juniors
- 1941 River Plate
- 1942 River Plate
- 1943 Boca Juniors
- 1944 Boca Juniors
- 1945 River Plate
- 1946 San Lorenzo
- 1947 River Plate
- 1948 Independiente
- 1949 Racing Club de Avellaneda
- 1950 Racing Club de Avellaneda
- 1951 Racing Club de Avellaneda
- 1952 River Plate
- 1953 River Plate
- 1954 Boca Juniors
- 1955 River Plate
- 1956 River Plate
- 1957 River Plate
- 1958 Racing Club de Avellaneda
- 1959 San Lorenzo
- 1960 Independiente
- 1961 Racing Club de Avellaneda
- 1962 Boca Juniors
- 1963 Independiente
- 1964 Boca Juniors
- 1965 Boca Juniors
- 1966 Racing Club de Avellaneda

### Metropolitano a Nacional 1967 – 1985
- 1967 Metropolitano: Estudiantes de La Plata
- 1967 Nacional: Independiente
- 1968 Metropolitano: San Lorenzo
- 1968 Nacional: Vélez Sársfield
- 1969 Metropolitano: Chacarita Juniors
- 1969 Nacional: Boca Juniors
- 1970 Metropolitano: Independiente
- 1970 Nacional: Boca Juniors
- 1971 Metropolitano: Independiente
- 1971 Nacional: Rosario Central
- 1972 Metropolitano: San Lorenzo
- 1972 Nacional: San Lorenzo
- 1973 Metropolitano: CA Huracán
- 1973 Nacional: Rosario Central
- 1974 Metropolitano: Newell's Old Boys
- 1974 Nacional: San Lorenzo
- 1975 Metropolitano: River Plate
- 1975 Nacional: River Plate
- 1976 Metropolitano: Boca Juniors
- 1976 Nacional: Boca Juniors
- 1977 Metropolitano: River Plate
- 1977 Nacional: Independiente
- 1978 Metropolitano: Quilmes AC
- 1978 Nacional: Independiente
- 1979 Metropolitano: River Plate
- 1979 Nacional: River Plate
- 1980 Metropolitano: River Plate
- 1980 Nacional: Rosario Central
- 1981 Metropolitano: Boca Juniors
- 1981 Nacional: River Plate
- 1982 Metropolitano: Ferro Carril Oeste
- 1982 Nacional: Estudiantes de La Plata
- 1983 Metropolitano: Independiente
- 1983 Nacional: Estudiantes de La Plata
- 1984 Metropolitano: Argentinos Juniors
- 1984 Nacional: Ferro Carril Oeste
- 1985 Nacional: Argentinos Juniors

### Argentinský šampion v letech 1986 – 1991
- 1985/86 River Plate
- 1986/87 Rosario Central
- 1987/88 Newell's Old Boys
- 1988/89 Independiente
- 1989/90 River Plate
- 1990/91 Newell's Old Boys

### Apertura a Clausura v letech 1991 – 2012
- 1991 Apertura: River Plate
- 1992 Clausura: Newell's Old Boys
- 1992 Apertura: Boca Juniors
- 1993 Clausura: Vélez Sársfield
- 1993 Apertura: River Plate
- 1994 Clausura: Independiente
- 1994 Apertura: River Plate
- 1995 Clausura: San Lorenzo
- 1995 Apertura: Vélez Sársfield
- 1996 Clausura: Vélez Sársfield
- 1996 Apertura: River Plate
- 1997 Clausura: River Plate
- 1997 Apertura: River Plate
- 1998 Clausura: Vélez Sársfield
- 1998 Apertura: Boca Juniors
- 1999 Clausura: Boca Juniors
- 1999 Apertura: River Plate
- 2000 Clausura: River Plate
- 2000 Apertura: Boca Juniors
- 2001 Clausura: San Lorenzo
- 2001 Apertura: Racing Club de Avellaneda
- 2002 Clausura: River Plate
- 2002 Apertura: Independiente
- 2003 Clausura: River Plate
- 2003 Apertura: Boca Juniors
- 2004 Clausura: River Plate
- 2004 Apertura: Newell's Old Boys
- 2005 Clausura: Vélez Sársfield
- 2005 Apertura: Boca Juniors
- 2006 Clausura: Boca Juniors
- 2006 Apertura: Estudiantes de La Plata
- 2007 Clausura: San Lorenzo
- 2007 Apertura: CA Lanús
- 2008 Clausura: River Plate
- 2008 Apertura: Boca Juniors
- 2009 Clausura: Vélez Sársfield
- 2009 Apertura: CA Banfield
- 2010 Clausura: Argentinos Juniors
- 2010 Apertura: Estudiantes de La Plata
- 2011 Clausura: Vélez Sársfield
- 2011 Apertura: Boca Juniors
- 2012 Clausura: Arsenal FC (Buenos Aires)

### Sezóny Inicial/Final (2012 – )
- 2012/13 Inicial: Vélez Sársfield
- 2012/13 Final: Newell's Old Boys
- 2012/13 Superfinal: Vélez Sársfield
- 2013/14 Inicial: San Lorenzo de Almagro
- 2013/14 Final: River Plate
- 2014 Transición: Racing Club[5]
- 2015 Boca Juniors
- 2016 CA Lanús
- 2016/17 Boca Juniors
- 2017/18 Boca Juniors
- 2018/19 Racing Club
- 2019/20 Boca Juniors

### Celkem
Aktuální po 2019/20
| Klub                        | Mistr | Mistrovské sezony |
| --------------------------- | ----- | --- |
| River Plate                 | 36    | 1920 AAmF, 1932 LAF, 1936 (Copa Campeonato), 1936 (Copa de Oro), 1937, 1941, 1942, 1945, 1947, 1952, 1953, 1955, 1956, 1957, 1975 Metropolitano, 1975 Nacional, 1977 Metropolitano, 1979 Metropolitano, 1979 Nacional, 1980 Metropolitano, 1981 Nacional, 1985–86, 1989–90, 1991 Apertura, 1993 Apertura, 1994 Apertura, 1996 Apertura, 1997 Apertura, 1997 Clausura, 1999 Apertura, 2000 Clausura, 2002 Clausura, 2003 Clausura, 2004 Clausura, 2008 Clausura, 2014 Final |
| Boca Juniors                | 34    | 1919, 1920, 1923, 1924, 1926, 1930, 1931 LAF, 1934 LAF, 1935, 1940, 1943, 1944, 1954, 1962, 1964, 1965, 1969 Nacional, 1970 Nacional, 1976 Metropolitano, 1976 Nacional, 1981 Metropolitano, 1992 Apertura, 1998 Apertura, 1999 Clausura, 2000 Apertura, 2003 Apertura, 2005 Apertura, 2006 Clausura, 2008 Apertura, 2011 Apertura, 2015, 2016–17, 2017–18, 2019–20 |
| Racing                      | 18    | 1913, 1914, 1915, 1916, 1917, 1918, 1919 AAmF, 1921 AAmF, 1925 AAmF, 1949, 1950, 1951, 1958, 1961, 1966, 2001 Apertura, 2014 Transición, 2018–19 |
| Independiente               | 16    | 1922 AAmF, 1926 AAmF, 1938, 1939, 1948, 1960, 1963, 1967 Nacional, 1970 Metropolitano, 1971 Metropolitano, 1977 Nacional, 1978 Nacional, 1983 Metropolitano, 1988–1989, 1994 Clausura, 2002 Apertura |
| San Lorenzo de Almagro      | 15    | 1923 AAmF, 1924 AAmF, 1927, 1933 LAF, 1936 (Copa de Honor), 1946, 1959, 1968 Metropolitano, 1972 Metropolitano, 1972 Nacional, 1974 Nacional, 1995 Clausura, 2001 Clausura, 2007 Clausura, 2013 Inicial |
| Vélez Sarsfield             | 10    | 1968 Nacional, 1993 Clausura, 1995 Apertura, 1996 Clausura, 1998 Clausura, 2005 Clausura, 2009 Clausura, 2011 Clausura, 2012 Inicial, 2012–13 Superfinal |
| Alumni                      | 10    | 1900, 1901, 1902, 1903, 1905, 1906, 1907, 1909, 1910, 1911 |
| Estudiantes de La Plata     | 6     | 1913 FAF, 1967 Metropolitano, 1982 Metropolitano, 1983 Nacional, 2006 Apertura, 2010 Apertura |
| Newell's Old Boys           | 6     | 1974 Metropolitano, 1987–88, 1990–91, 1992 Clausura, 2004 Apertura, 2013 Final |
| Huracán                     | 5     | 1921, 1922, 1925, 1928, 1973 Metropolitano |
| Lomas Athletic              | 5     | 1893, 1894, 1895, 1897, 1898 |
| Rosario Central             | 4     | 1971 Nacional, 1973 Nacional, 1980 Nacional, 1986–87 |
| Belgrano Athletic           | 3     | 1899, 1904, 1908 |
| Argentinos Juniors          | 3     | 1984 Metropolitano, 1985 Nacional, 2010 Clausura |
| Lanús                       | 2     | 2007 Apertura, 2016 |
| Ferro Carril Oeste          | 2     | 1982 Nacional, 1984 Nacional |
| Porteño                     | 2     | 1912 FAF, 1914 FAF |
| Quilmes                     | 2     | 1912, 1978 Metropolitano |
| Estudiantil Porteño         | 2     | 1931, 1934 |
| Gimnasia y Esgrima La Plata | 1     | 1929 |
| Banfield                    | 1     | 2009 Apertura |
| Lomas Academy               | 1     | 1896 |
| Arsenal                     | 1     | 2012 Clausura |
| Chacarita Juniors           | 1     | 1969 Metropolitano |
| Dock Sud                    | 1     | 1933 |
| Old Caledonians             | 1     | 1891 |
| Sportivo Barracas           | 1     | 1932 |
| St. Andrew's                | 1     | 1891 |